# Dragan Gajić
Dragan Gajić (ur. 21 lipca 1984 w Celje) – słoweński piłkarz ręczny, reprezentant kraju, prawoskrzydłowy.
Obecnie występuje we francuskiej Division 1, w drużynie Montpellier Handball.

## Sukcesy

### klubowe
- Mistrzostwa Słowenii:
  -  2004, 2005, 2006, 2007, 2008, 2011
- Puchar Słowenii:
  -  2004, 2006, 2007, 2008, 2011
- Mistrzostwa Chorwacji:
  -  2011
- Puchar Chorwacji:
  -  2011
- Mistrzostwa Francji:
  -  2012
  -  2013, 2014
- Puchar Francji:
  -  2012, 2013
- Puchar Ligi Francuskiej:
  -  2012, 2014
- Puchar EHF:
  -  2014

## Nagrody indywidualne
- Najlepszy prawoskrzydłowy sezonu 2011/12 oraz 2013/14 w Division 1
- Najlepszy strzelec sezonu 2013/14 w Division 1 (192 )
- Najlepszy strzelec sezonu 2013/14 w Pucharze EHF (72 )